# Larisa Ramazanova
Larisa Ramazanova-Hmelnicka (belorusko Ларыса Рамазанова-Хмяльніцкая), beloruska atletinja, * 23. september 1971, Saransk, Sovjetska zveza.
Nastopila je na poletnih olimpijskih igrah leta 2000, ko je zasedla 32. mesto v hitri hoji na 20 km. 4. junija 1995 je postavila svetovni rekord v hitri hoji na 10 km s časom 41:29, ki je veljal do aprila 1996.